# Ландау, Эдмунд Георг Герман
Эдмунд Георг Герман (Ехезкель) Ландау (нем. Edmund Georg Hermann (Yehezkel) Landau, 14 февраля 1877, Берлин — 19 февраля 1938, Берлин) — немецкий математик, который внёс существенный вклад в теорию чисел.
Почётный член Лондонского математического общества (1924). Иностранный член многих европейских Академий, в том числе иностранный член-корреспондент Российской академии наук (1924) и иностранный почётный член АН СССР (1932).

## Биография
Родился в семье преуспевающего берлинского врача еврейского происхождения, профессора Леопольда Ландау (1848—1920), мать Йоханна Якоби происходила из известного банкирского дома Якоби. До 16 лет учился в берлинской Французской гимназии (Collège Français), которую успешно окончил на 2 года раньше положенного.
В 1899 году под руководством Фробениуса подготовил и защитил диссертацию по теории чисел, после чего принят доцентом в Берлинский университет. В эти же годы выпустил 2 сборника математических головоломок, связанных с шахматами.
В 1901 году защитил докторскую (habilitation thesis) о рядах Дирихле в аналитической теории чисел. В 1905 году женился на Марианне Эрлих, дочери нобелевского лауреата Пауля Эрлиха.
В 1909 году, после смерти Минковского, занимает его кафедру и становится профессором математики Гёттингенского университета. Здесь он трудился до 1934 года, когда нацисты начали кампанию чистки университета от «неарийских элементов».
В конце 1920-х годов посетил Палестину. Был избран профессором Еврейского университета в Иерусалиме, участвовал в основании там Института математики, прочитал там первый курс лекций на иврите.
В 1934 году, под давлением нацистов, Ландау был вынужден уйти в отставку. Он не захотел покинуть Германию и продолжал жить в Берлине. С 1935 года преподавал в Кембриджском, в 1937—1938 годах — в Брюссельском университетах.
Скончался в 1938 году в своём берлинском доме от сердечного приступа.

## Научная деятельность
Основные открытия Ландау относятся к аналитической теории чисел и комплексному анализу. Часть работ касается оснований математики.
Он исследовал распределение простых чисел и в 1909 году выпустил двухтомную монографию с первым систематическим изложением этой теории. Ландау сумел связать закон распределения простых чисел и распределение простых идеалов алгебраического числового тела. В 1912 году Ландау выступил в Кембридже на Пятом Международном конгрессе математиков (на котором был избран председателем). Он перечислил четыре важные нерешённые проблемы теории чисел, ни одна из которых не решена и по сей день.
Ландау внёс существенный вклад в исследование ζ-функции Римана. В 1930 году опубликовал книгу «Основания анализа» (Grundlagen der Analysis), которая считается классическим изложением предмета и в наши дни.
Имя Ландау носит доказанная им теорема об особых точках целых функций. В теории рядов Дирихле Ландау показал, что точка {\displaystyle s=\sigma _{0}} является особой для функции {\displaystyle f(s)=\sum \limits _{n=1}^{\infty }{\frac {a_{n}}{n^{s}}}}, если {\displaystyle \sigma _{0}} является абсциссой сходимости {\displaystyle f(s).}
Независимо от аналогичного результата Рамануджана доказал теорему о плотности сумм двух квадратов целых чисел.
В честь Эдмунда Ландау названа также функция Ландау. Он предложил также удобный и получивший всеобщее распространение символ «делит» (|): {\displaystyle a|b} означает, что {\displaystyle a} — делитель {\displaystyle b.}
Наиболее известными учениками Ландау были:
- Пауль Бернайс.
- Харальд Бор.
- Карл Людвиг Зигель.

## Эдмунд Ландау и ферматисты
Ландау как признанному специалисту по теории чисел часто докучали «ферматисты» — дилетанты, пытающиеся доказать Великую теорему Ферма и получить назначенную за это доказательство крупную премию. Чтобы не отвлекаться от основной работы, Ландау заказал несколько сот бланков со следующим текстом:
Уважаемый …! Благодарю Вас за присланную Вами рукопись с доказательством Великой теоремы Ферма. Первая ошибка находится на стр. … в строке …
Находить ошибку и заполнять пробелы в бланке он поручал своим аспирантам.

## Некоторые публикации

### Книги на русском языке
- Ландау Э. Основы анализа. — М.: ИЛ, 1947.
- Ландау Э. Введение в дифференциальное и интегральное исчисление. — 2-е изд. — М.: КомКнига, 2005. — ISBN 5-484-00092-0.

### Книги на немецком языке
- Handbuch der Lehre von der Verteilung der Primzahlen. Teubner, 1909.
- Vorlesungen über Zahlentheorie, 1927.
- Grundlagen der Analysis. Akademische Verlagsgesellschaft, 1930.
- Современные издания трудов.